# Football Club Pro Vercelli 1892 2015-2016
Questa voce raccoglie le informazioni riguardanti il Football Club Pro Vercelli 1892 nelle competizioni ufficiali della stagione 2015-2016.

## Stagione
Nella stagione 2015-2016 la Pro Vercelli disputa l'undicesimo campionato di Serie B della sua storia. Raccoglie 46 punti che valgono il 17º posto finale, salvezza ottenuta con un punto, ma prezioso di vantaggio sui Play-out. Si riparte a Vercelli dal tecnico confermato Cristiano Scazzola, e non si parte male con 5 punti raccolti nelle prime tre sfide, poi arrivano quattro sconfitte di fila, che costano il posto all'allenatore, al suo posto arriva Claudio Foscarini che chiude il girone di andata a 24 punti a metà classifica, ma il girone di ritorno si gioca costantemente fino al termine in proiezione salvezza, che si concretizza alla penultima giornata, grazie alla vittoria strappata (1-2) a Perugia. Miglior marcatore stagionale dei bianconeri Mattia Mustacchio autore di 7 reti in campionato. Nella Coppa Italia Tim Cup derby con l'Alessandria nel secondo turno, che promuove i "grigi" che si impongono (1-2) al Piola.

## Divise e sponsor
Il fornitore ufficiale di materiale tecnico per la stagione 2015-2016 è Erreà, mentre gli sponsor di maglia sono Amteco e GLI-Gestione Logistica Interna.
| Casa | Trasferta | Terza divisa | Casa (2) | Portiere |

## Organigramma societario
Area direttiva
- Presidente e amministratore delegato: Massimo Secondo
- Amministratore delegato: Fabrizio Rizzi
- Consigliere con delega al settore giovanile: José Saggia
- Direttore generale: Stefano Bordone
- Segretario generale: Antonino Averello
- Area marketing: Andrea Amighetti e Vincenzo La Marca
- Addetto stampa: Filippo Simonetti
- Relazioni istituzionali: Gian Mario De Maria

Area tecnica
- Responsabile e direttore sportivo: Massimo Varini
- Team manager: Matteo Cagliano
- Allenatore: Cristiano Scazzola, poi dall'11 ottobre Claudio Foscarini[3]
- Allenatore in seconda: Alessandro Turone
- Preparatore dei portieri: Antonello Degiorgi
- Preparatore atletico: Stefano Bortolan
- Collaboratore tecnico: Alberto Lampo

Settore giovanile
- Responsabile: Alberto Gusella
- Allenatore Primavera: Luca Salvalaggio

Area sanitaria
- Responsabile: Matteo Scala
- Medico sociale: Giuseppe Sulpizio
- Massofisioterapisti: Stefano Francese e Fabrizio Pessetti
- Recupero infortunati: Giorgio Bertolone

## Rosa[4]
| N. |                   | Ruolo | Calciatore          |
| -- | ----------------- | ----- | ------------------- |
| 1  | Italia (bandiera) | P     | Riccardo Melgrati   |
| 2  | Italia (bandiera) | D     | Filippo Berra       |
| 3  | Italia (bandiera) | D     | Umberto Germano     |
| 4  | Italia (bandiera) | D     | Mattia Bani         |
| 5  | Italia (bandiera) | C     | Fausto Rossi        |
| 6  | Italia (bandiera) | D     | Alex Redolfi        |
| 7  | Italia (bandiera) | C     | Massimiliano Gatto  |
| 8  | Italia (bandiera) | C     | Manuel Scavone      |
| 9  | Italia (bandiera) | A     | Ettore Marchi       |
| 10 | Italia (bandiera) | A     | Nunzio Di Roberto   |
| 11 | Italia (bandiera) | A     | Mattia Sprocati     |
| 13 | Italia (bandiera) | D     | Stefano Negro       |
| 14 | Italia (bandiera) | C     | Simone Emmanuello   |
| 15 | Italia (bandiera) | A     | Stefano Beltrame    |
| 16 | Italia (bandiera) | D     | Lorenzo Filippini   |
| 17 | Italia (bandiera) | C     | Francesco Ardizzone |

| N. |                           | Ruolo | Calciatore           |
| -- | ------------------------- | ----- | -------------------- |
| 18 | Italia (bandiera)         | A     | Mattia Mustacchio    |
| 20 | Rep. del Congo (bandiera) | A     | Dominique Malonga    |
| 20 | Camerun (bandiera)        | C     | Kelvin Ewome Matute  |
| 21 | Italia (bandiera)         | C     | Luca Castiglia       |
| 22 | Italia (bandiera)         | P     | Mirko Pigliacelli    |
| 23 | Italia (bandiera)         | C     | Donato Disabato      |
| 23 | Italia (bandiera)         | C     | Alessandro Budel     |
| 25 | Italia (bandiera)         | D     | Massimiliano Scaglia |
| 26 | Senegal (bandiera)        | D     | Mohamed Coly         |
| 28 | Italia (bandiera)         | A     | Luca Forte           |
| 29 | Italia (bandiera)         | D     | Elia Legati          |
| 30 | Italia (bandiera)         | A     | Ernesto Starita      |
| 31 | Italia (bandiera)         | C     | Mattia Lombardo      |
| 32 | Italia (bandiera)         | A     | Giacomo Beretta      |
| 33 | Italia (bandiera)         | C     | Gregorio Luperini    |
| 33 | Italia (bandiera)         | D     | Carlo Mammarella     |

## Calciomercato

### Sessione estiva
| Acquisti | Acquisti            | Acquisti     | Acquisti      |
| R.       | Nome                | da           | Modalità      |
| -------- | ------------------- | ------------ | ------------- |
| P        | Riccardo Melgrati   | Cesena       | prestito      |
| P        | Timothy Nocchi      | Juventus     | prestito      |
| P        | Mirko Pigliacelli   | Pescara      | prestito      |
| D        | Filippo Berra       | Udinese      | definitivo    |
| D        | Lorenzo Filippini   | Lazio        | prestito      |
| D        | Elia Legati         | Venezia      | definitivo    |
| D        | Andrea Marconi      | Como         | fine prestito |
| D        | Alex Redolfi        | Atalanta     | prestito      |
| C        | Dejan Danza         | Torino       | fine prestito |
| C        | Donato Disabato     | Carrarese    | fine prestito |
| C        | Alessio Esposito    | Gubbio       | definitivo    |
| C        | Massimiliano Gatto  | ChievoVerona | prestito      |
| C        | Mattia Lombardo     | Sampdoria    | definitivo    |
| C        | Gregorio Luperini   | Juventus     | prestito      |
| C        | Kelvin Ewome Matute | Crotone      | fine prestito |
| C        | Fausto Rossi        | Juventus     | prestito      |
| C        | Giuseppe Ruggiero   | Gorica       | fine prestito |
| C        | Mattia Sprocati     | Parma        | definitivo    |
| C        | Luca Tagliavacche   | Genoa        | definitivo    |
| A        | Stefano Beltrame    | Juventus     | prestito      |
| A        | Cristian Bunino     | Juventus     | prestito      |
| A        | Mattia Mustacchio   | Ascoli       | definitivo    |
| A        | Nunzio Di Roberto   | Varese       | definitivo    |

| Cessioni | Cessioni                | Cessioni       | Cessioni      |
| R.       | Nome                    | a              | Modalità      |
| -------- | ----------------------- | -------------- | ------------- |
| P        | Timothy Nocchi          | Juventus       | fine prestito |
| P        | Danilo Russo            | Matera         | definitivo    |
| P        | Sergio Viotti           | ChievoVerona   | fine prestito |
| D        | Francesco Cosenza       | Lecce          | definitivo    |
| D        | Matteo D'Alessandro     |                | svincolato    |
| D        | Michele Ferri           |                | svincolato    |
| D        | Matteo Liviero          | Juventus       | fine prestito |
| D        | Andrea Marconi          | Como           | definitivo    |
| D        | Luca Milesi             | Atalanta       | fine prestito |
| C        | Niccolò Belloni         | Internazionale | fine prestito |
| C        | Dejan Danza             | Reggiana       | prestito      |
| C        | Alessio Esposito        | Tuttocuoio     | prestito      |
| C        | Gianni Fabiano          | Venezia        | definitivo    |
| C        | Mattia Lombardo         | Mantova        | prestito      |
| C        | Gianluca Musacci        | Parma          | fine prestito |
| C        | Ronaldo Pompeu da Silva | Empoli         | fine prestito |
| C        | Giuseppe Ruggiero       | Cuneo          | prestito      |
| C        | Riccardo Secondo        | Pontedera      | prestito      |
| C        | Mattia Sprocati         | Parma          | fine prestito |
| C        | Luca Tagliavacche       | Lumezzane      | fine prestito |
| A        | Cristian Bunino         | Juventus       | fine prestito |
| A        | Nunzio Di Roberto       | Varese         | fine prestito |
| A        | Davide Luppi            | Modena         | fine prestito |
| A        | Daniele Ragatzu         | Rimini         | definitivo    |
| A        | Ernesto Starita         | Pisa           | prestito      |

### Sessione invernale
| Acquisti | Acquisti          | Acquisti        | Acquisti      |
| R.       | Nome              | da              | Modalità      |
| -------- | ----------------- | --------------- | ------------- |
| D        | Carlo Mammarella  | Virtus Lanciano | definitivo    |
| C        | Alessandro Budel  | Brescia         | definitivo    |
| C        | Mattia Lombardo   | Mantova         | fine prestito |
| A        | Luca Forte        | Pescara         | prestito      |
| A        | Dominique Malonga | Hibernian       | definitivo    |
| A        | Ernesto Starita   | Pisa            | fine prestito |

| Cessioni | Cessioni             | Cessioni  | Cessioni      |
| R.       | Nome                 | a         | Modalità      |
| -------- | -------------------- | --------- | ------------- |
| D        | Massimiliano Scaglia |           | fine carriera |
| C        | Gregorio Luperini    | Juventus  | fine prestito |
| C        | Kelvin Ewome Matute  | Casertana | definitivo    |
| A        | Stefano Beltrame     | Juventus  | fine prestito |
| A        | Nunzio Di Roberto    | Crotone   | definitivo    |

## Risultati

### Serie B

#### Girone di andata
| Arbitro: | Rapuano (Rimini) |

|                            |           |                |
| M. Gatto 42’ Castiglia 79’ | Marcatori | 56’ N. Ferrari |

| Arbitro: | Candussio (Cervignano del Friuli) |

|           |           |               |
| Šitum 11’ | Marcatori | 45’ Castiglia |

| Arbitro: | Sacchi (Macerata) |

|               |           |             |
| Castiglia 90’ | Marcatori | 29’ Dumitru |

| Arbitro: | Illuzzi (Molfetta) |

|                           |           |  |
| L. Morosini 2’ Embalo 60’ | Marcatori |  |

| Arbitro: | Marini (Roma) |

|  |           |                          |
|  | Marcatori | 42’ Stoian 90’ Eloge Yao |

| Arbitro: | Pinzani (Empoli) |

|             |           |  |
| Masucci 42’ | Marcatori |  |

| Arbitro: | Abisso (Palermo) |

|  |           |              |
|  | Marcatori | 23’ N. Viola |

| Arbitro: | Ghersini (Genova) |

|                               |           |              |
| E. Marchi 26’ Urso 43’ (aut.) | Marcatori | 66’ Raičević |

| Arbitro: | Ros (Pordenone) |

|              |           |  |
| L. Forte 74’ | Marcatori |  |

| Arbitro: | Baracani (Firenze) |

|  |           |          |
|  | Marcatori | 53’ Rada |

| Arbitro: | Aureliano (Bologna) |

|  |           |                  |
|  | Marcatori | 54’ (aut.) Addae |

| Arbitro: | Abbattista (Molfetta) |

|                   |           |  |
| Maicon 35’ (aut.) | Marcatori |  |

| Arbitro: | Illuzzi (Molfetta) |

|               |           |  |
| Marzorati 78’ | Marcatori |  |

| Arbitro: | Pinzani (Empoli) |

|                            |           |  |
| Germano 11’ Mustacchio 31’ | Marcatori |  |

| Arbitro: | Martinelli (Roma) |

|                   |           |                     |
| A. Donnarumma 63’ | Marcatori | 10’, 77’ Mustacchio |

| Arbitro: | Candussio (Cervignano del Friuli) |

|                |           |                          |
| Mustacchio 32’ | Marcatori | 19’ Ceravolo 90’ Palumbo |

| Arbitro: | Rapuano (Rimini) |

|              |           |  |
| D'Angelo 56’ | Marcatori |  |

| Arbitro: | Minelli (Varese) |

|                             |           |  |
| F. Rossi 10’ Di Roberto 24’ | Marcatori |  |

| Arbitro: | Serra (Torino) |

|              |           |             |
| Coronado 33’ | Marcatori | 77’ Beretta |

| Arbitro: | Di Paolo (Avezzano) |

|  |           |               |
|  | Marcatori | 25’ A. Zapata |

| Arbitro: | Candussio (Cervignano del Friuli) |

|                                       |           |  |
| João Pedro 14’ Farias 25’ Fossati 90’ | Marcatori |  |

#### Girone di ritorno
| Arbitro: | Marini (Roma) |

|                  |           |  |
| Di Francesco 86’ | Marcatori |  |

| Arbitro: | Ripa (Nocera Inferiore) |

|  |           |              |
|  | Marcatori | 71’ Pulzetti |

| Arbitro: | Pezzuto (Lecce) |

|            |           |  |
| Acosty 61’ | Marcatori |  |

| Arbitro: | Minelli (Varese) |

|                        |           |               |
| Bani 6’ Mustacchio 64’ | Marcatori | 3’ Mazzitelli |

| Arbitro: | Ros (Pordenone) |

|             |           |                   |
| Budimir 80’ | Marcatori | 9’ (aut.) Budimir |

| Arbitro: | Martinelli (Roma) |

|                         |           |                                        |
| Scavone 24’ Malonga 26’ | Marcatori | 54’, 69’ Di Carmine 66’ (rig.) Troiano |

| Arbitro: | Pasqua (Tivoli) |

|            |           |            |
| Corazza 5’ | Marcatori | 3’ Scavone |

| Arbitro: | Minelli (Varese) |

|            |           |             |
| Ebagua 16’ | Marcatori | 34’ Beretta |

| Arbitro: | Marini (Roma) |

|                                                   |           |                         |
| Coly 37’ Malonga 40’ Scavone 55’, 81’ Beretta 60’ | Marcatori | 52’ Torreira 76’ Benali |

| Arbitro: | Martinelli (Roma) |

|                                                                 |           |                                   |
| Defendi 15’ Maniero 39’ G. Sansone 54’ Rosina 79’, 87’ Dezi 90’ | Marcatori | 57’ Emmanuello 69’ (rig.) Beretta |

| Arbitro: | Pezzuto (Lecce) |

|                   |           |                 |
| Marchi 23’ (rig.) | Marcatori | 3’ (rig.) Cacia |

| Arbitro: | Ghersini (Genova) |

|  |           |                     |
|  | Marcatori | 90+1’ (rig.) Marchi |

| Arbitro: | Pasqua (Tivoli) |

|             |           |                |
| Malonga 86’ | Marcatori | 53’ Belingheri |

| Arbitro: | Martinelli (Roma) |

|               |           |            |
| Cristiani 29’ | Marcatori | 31’ Marchi |

| Arbitro: | La Penna (Roma) |

|             |           |          |
| Beretta 84’ | Marcatori | 30’ Coda |

| Arbitro: | Pinzani (Empoli) |

|                              |           |                           |
| Furlan 54’ Vitale 79’ (rig.) | Marcatori | 75’ Scavone 76’ Ardizzone |

| Arbitro: | Rapuano (Rimini) |

|              |           |                 |
| F. Rossi 80’ | Marcatori | 83’ L. Castaldo |

| Arbitro: | Manganiello (Pinerolo) |

|                      |           |                |
| Kessié 43’ Falco 70’ | Marcatori | 90’ Mustacchio |

| Arbitro: | Nasca (Bari) |

|               |           |              |
| Castiglia 85’ | Marcatori | 87’ Petković |

| Arbitro: | Maresca (Napoli) |

|               |           |                              |
| Del Prete 72’ | Marcatori | 13’ Mustacchio 90’ Ardizzone |

| Arbitro: | Aureliano (Bologna) |

|              |           |                       |
| Castiglia 5’ | Marcatori | 3’ Di Gennaro 84’ Sau |

### Coppa Italia
| Arbitro: | Serra (Torino) |

|               |           |                               |
| Ardizzone 35’ | Marcatori | 31’ Fischnaller 61’ Mezavilla |

## Statistiche

### Statistiche di squadra
| Competizione | Punti | In casa | In casa | In casa | In casa | In casa | In casa | In trasferta | In trasferta | In trasferta | In trasferta | In trasferta | In trasferta | Totale | Totale | Totale | Totale | Totale | Totale | D.R. |
| Competizione | Punti | G       | V       | N       | P       | Gf      | Gs      | G            | V            | N            | P            | Gf           | Gs           | G      | V      | N      | P      | Gf     | Gs     | D.R. |
| ------------ | ----- | ------- | ------- | ------- | ------- | ------- | ------- | ------------ | ------------ | ------------ | ------------ | ------------ | ------------ | ------ | ------ | ------ | ------ | ------ | ------ | ---- |
| Campionato   | 46    | 21      | 7       | 6       | 8       | 26      | 24      | 21           | 4            | 7            | 10           | 17           | 29           | 42     | 11     | 13     | 18     | 43     | 53     | -10  |
| Coppa Italia |       | 1       | 0       | 0       | 1       | 1       | 2       | –            | –            | –            | –            | –            | –            | 1      | 0      | 0      | 1      | 1      | 2      | -1   |
| Totale       |       | 22      | 7       | 6       | 9       | 27      | 26      | 21           | 4            | 7            | 10           | 17           | 29           | 43     | 11     | 13     | 19     | 44     | 55     | -11  |

### Andamento in campionato
| Giornata  | 1 | 2 | 3 | 4  | 5  | 6  | 7  | 8  | 9  | 10 | 11 | 12 | 13 | 14 | 15 | 16 | 17 | 18 | 19 | 20 | 21 | 22 | 23 | 24 | 25 | 26 | 27 | 28 | 29 | 30 | 31 | 32 | 33 | 34 | 35 | 36 | 37 | 38 | 39 | 40 | 41 | 42 |
| --------- | - | - | - | -- | -- | -- | -- | -- | -- | -- | -- | -- | -- | -- | -- | -- | -- | -- | -- | -- | -- | -- | -- | -- | -- | -- | -- | -- | -- | -- | -- | -- | -- | -- | -- | -- | -- | -- | -- | -- | -- | -- |
| Luogo     | C | T | C | T  | C  | T  | C  | C  | T  | C  | T  | C  | T  | C  | T  | C  | T  | C  | T  | C  | T  | T  | C  | T  | C  | T  | C  | T  | T  | C  | T  | C  | T  | C  | T  | C  | T  | C  | T  | C  | T  | C  |
| Risultato | V | N | N | P  | P  | P  | P  | V  | P  | P  | V  | V  | P  | V  | V  | P  | P  | V  | N  | P  | P  | P  | P  | P  | V  | N  | P  | N  | N  | V  | P  | N  | V  | N  | N  | N  | N  | N  | P  | N  | V  | P  |
| Posizione | 8 | 6 | 6 | 11 | 17 | 18 | 20 | 17 | 19 | 21 | 18 | 15 | 18 | 14 | 12 | 14 | 15 | 13 | 13 | 13 | 15 | 17 | 17 | 19 | 17 | 17 | 19 | 19 | 19 | 17 | 19 | 18 | 15 | 17 | 16 | 18 | 17 | 16 | 17 | 16 | 15 | 17 |

Legenda:

Luogo: C = Casa; T = Trasferta. Risultato: V = Vittoria; N = Pareggio; P = Sconfitta.

### Statistiche dei giocatori
| Giocatore      | Serie B  | Serie B | Serie B     | Serie B    | Coppa Italia | Coppa Italia | Coppa Italia | Coppa Italia | Totale   | Totale | Totale      | Totale     |
| Giocatore      | Presenze | Reti    | Ammonizioni | Espulsioni | Presenze     | Reti         | Ammonizioni  | Espulsioni   | Presenze | Reti   | Ammonizioni | Espulsioni |
| -------------- | -------- | ------- | ----------- | ---------- | ------------ | ------------ | ------------ | ------------ | -------- | ------ | ----------- | ---------- |
| F. Ardizzone   | 25       | 2       | 6           | 1          | 1            | 1            | 0            | 0            | 26       | 3      | 6           | 1          |
| M. Bani        | 27       | 1       | 9           | 1          | -            | -            | -            | -            | 27       | 1      | 9           | 1          |
| S. Beltrame    | 9        | 0       | 1           | 0          | 1            | 0            | 0            | 0            | 10       | 0      | 1           | 0          |
| G. Beretta     | 33       | 5       | 5           | 0          | -            | -            | -            | -            | 33       | 5      | 5           | 0          |
| F. Berra       | 13       | 0       | 2           | 0          | -            | -            | -            | -            | 13       | 0      | 2           | 0          |
| A. Budel       | 17       | 0       | 3           | 0          | -            | -            | -            | -            | 17       | 0      | 3           | 0          |
| C. Bunino      | -        | -       | -           | -          | 1            | 0            | 0            | 0            | 1        | 0      | 0           | 0          |
| L. Castiglia   | 30       | 5       | 8           | 1          | 1            | 0            | 1            | 0            | 31       | 5      | 9           | 1          |
| M.A. Coly      | 33       | 1       | 4           | 1          | 1            | 0            | 0            | 0            | 34       | 1      | 4           | 1          |
| N. Di Roberto  | 24       | 1       | 4           | 0          | 1            | 0            | 0            | 0            | 25       | 1      | 4           | 0          |
| D. Disabato    | -        | -       | -           | -          | 1            | 0            | 0            | 0            | 1        | 0      | 0           | 0          |
| S. Emmanuello  | 18       | 1       | 1           | 0          | 1            | 0            | 0            | 0            | 19       | 1      | 1           | 0          |
| L. Filippini   | 14       | 0       | 4           | 0          | -            | -            | -            | -            | 14       | 0      | 4           | 0          |
| L. Forte       | 1        | 0       | 0           | 0          | -            | -            | -            | -            | 1        | 0      | 0           | 0          |
| M. Gatto       | 11       | 1       | 0           | 0          | -            | -            | -            | -            | 11       | 1      | 0           | 0          |
| U. Germano     | 34       | 1       | 1           | 0          | 1            | 0            | 0            | 0            | 35       | 1      | 1           | 0          |
| E. Legati      | 33       | 0       | 9           | 1          | -            | -            | -            | -            | 33       | 0      | 9           | 1          |
| G. Luperini    | 2        | 0       | 1           | 0          | -            | -            | -            | -            | 2        | 0      | 1           | 0          |
| D. Malonga     | 16       | 3       | 0           | 0          | -            | -            | -            | -            | 16       | 3      | 0           | 0          |
| C. Mammarella  | 20       | 0       | 3           | 0          | -            | -            | -            | -            | 20       | 0      | 3           | 0          |
| E. Marchi      | 41       | 4       | 8           | 0          | 1            | 0            | 0            | 0            | 42       | 4      | 8           | 0          |
| K.E. Matute    | 13       | 0       | 5           | 0          | -            | -            | -            | -            | 13       | 0      | 5           | 0          |
| R. Melgrati    | 4        | -5      | 0           | 0          | -            | -            | -            | -            | 4        | -5     | 0           | 0          |
| M. Mustacchio  | 35       | 7       | 5           | 0          | -            | -            | -            | -            | 35       | 7      | 5           | 0          |
| T. Nocchi      | -        | -       | -           | -          | 1            | -2           | 0            | 0            | 1        | -2     | 0           | 0          |
| M. Pigliacelli | 39       | -46     | 2           | 2          | -            | -            | -            | -            | 39       | -46    | 2           | 2          |
| A. Redolfi     | 4        | 0       | 0           | 0          | 1            | 0            | 0            | 0            | 5        | 0      | 0           | 0          |
| F. Rossi       | 20       | 2       | 4           | 1          | -            | -            | -            | -            | 20       | 2      | 4           | 1          |
| M. Scaglia     | 11       | 0       | 4           | 1          | 1            | 0            | 0            | 0            | 12       | 0      | 4           | 1          |
| M. Scavone     | 36       | 5       | 11          | 1          | 1            | 0            | 0            | 0            | 37       | 5      | 11          | 1          |
| M. Sprocati    | 21       | 0       | 0           | 0          | -            | -            | -            | -            | 21       | 0      | 0           | 0          |